# 艾倫·麥格雷戈
艾伦·詹姆斯·麦格雷戈（英語：Allan James McGregor；1982年1月31日—）是一位蘇格蘭足球運動員，在場上的位置是守門員。他曾效力於赫爾城足球俱樂部。他也代表蘇格蘭國家足球隊參加比賽。

## 外部連結
- 阿蘭·麥葛列格 — 蘇格蘭足球協會
- 足球数据库：阿蘭·麥葛列格的球员统计数据
- ESPN Profile Archive.today的存檔，存档日期2013-01-03